# Bystrita
La bystrita es un mineral de la clase de los tectosilicatos, y dentro de esta pertenece al llamado “grupo de la cancrinita”. Fue descubierta en 1990 en el valle del río Bystraya cerca de Sliudianka, al sur del lago Baikal (Rusia), siendo nombrada así por este río. Un sinónimo es su clave: IMA1990-008.

## Características químicas
Es un aluminosilicato hidratado de sodio, potasio y calcio, con aniones adicionales de sulfuro; con estructura molecular de tectosilicato sin agua zeolítica.
Además de los elementos de su fórmula, suele llevar como impureza cloro.

## Formación y yacimientos
Se encontró en un yacimiento de mineral de lazurita.
Suele encontrarse asociado a otros minerales como: lazurita, calcita o diópsido.